# Шумњаци
Шумњаци су насељено мјесто у Босни и Херцеговини, у општини Гламоч, које административно припада Федерацији Босне и Херцеговине. Према попису становништва из 2013. у насељу је живио 61 становник.

## Становништво
Према последњем службеном попису становништва из 1991. године, село је имало 240 становника и сви су били српске националности.
| Националност       | 2013. | 1991. | 1981. | 1971. | 1961. |
| Срби               | 60    | 240   | 330   | 474   | 638   |
| Хрвати             | 1     |       |       |       |       |
| Југословени        | –     |       | 13    |       |       |
| остали и непознато |       |       | 2     | 5     |       |
| Укупно             | 61    | 240   | 345   | 479   | 638   |

| Демографија | Демографија | Демографија |
| Година      | Становника  | Становника  |
| ----------- | ----------- | ----------- |
| 1961.       | 638         |             |
| 1971.       | 479         |             |
| 1981.       | 345         |             |
| 1991.       | 240         |             |
| 2013.       | 61          |             |

У Шумњацима су живјеле следеће породице:
- Кајтез
- Козомара
- Крндија
- Пеић
- Радумило
- Симић
- Сребро
- Солдат
- Стојановић
- Стојанчевић
- Толимир
- Шавија

### Поријекло становништва
Толимири су овдје живјели од давнина. Славе Светог Јована. Око 1871. године један дио Толимира се одселио у Лијевче и код Варцара.
Ловре су поријеклом из Котора и тамо су се звали Бачкоње. Отуда су дошли у Поповиће. Одавде су једни дошли у Шумњаке крајем 18. вијека, а други су отишли у Дубраве. Славе Светог Ђорђа.
Козомаре су из Пецке код Мркоњић Града. Тамо су се звали Убавићи. У Шумњаке су дошли крајем 18. вијека. У њихову кућу ушао је један Козомара из Ливањског поља и дао им име. Славе Светог Ђорђа.
Радумиле и Сребре су се доселиле из Книна почетком 19. вијека. Било их је и око Дрниша. Славе Светог Ђорђа. Дио Радумила се одселио у Бању Луку и Градишку.
Крндије су се доселиле из Вагана око 1870. године. Славе Светог Ђорђа.
Шавије су дошле из Вагана око 1889. године.
Стојанац се доселио из Рујана у Ливањсквм пољу око 1894. године. Слави Светог Симеона.
У Шумњацима су живјеле и Пурњаге и Солдати.

## Знамените личности
- Миливој Сребро, српски књижевни критичар и есејиста.
- Ристо Козомара, познати офталмолог.